# Hugues Saury
Pour les articles homonymes, voir Saury.
Hugues Saury, né le 12 novembre 1958 à Saint-Pryvé-Saint-Mesmin (Loiret), est un homme politique français.
Maire d'Olivet de 2001 à 2015, il est membre depuis 2008 du conseil départemental du Loiret, qu'il préside entre 2015 et 2017. Il est sénateur du Loiret depuis le 1er octobre 2017.

## Biographie

### Formation et carrière professionnelle
Né le 12 novembre 1958, Hugues Saury est issu d’une famille de Saint-Pryvé-Saint-Mesmin (agglomération d'Orléans). Il suit les cours de la faculté de pharmacie de Tours à l'Université François-Rabelais et ceux de l'Institut d'administration des entreprises à l'université Paris-1 Panthéon-Sorbonne. Docteur en pharmacie, il s’installe à Olivet en 1987, où il ouvre la même année une officine de pharmacie dont il est toujours titulaire. Élu président du syndicat des pharmaciens du Loiret en 1990, il commence alors un parcours d’engagement au sein de la société civile.

### Carrière politique
En 2001, Hugues Saury est élu maire d’Olivet au premier tour. Adhérent de l'Union pour un mouvement populaire (UMP) en 2002, il est réélu au premier tour en 2008 ainsi qu'en 2014 avec 75 % des voix. Sa fonction de premier magistrat de la ville d’Olivet lui confère des responsabilités au sein de la Communauté d'agglomération Orléans Val de Loire (AgglO) dont il est troisième vice-président, chargé plus particulièrement de la ville, des territoires et du développement durable. Il est en outre président de l'agence départementale d'information sur le logement du Loiret (ADIL) et de l'agence d'urbanisme de l’Agglomération orléanaise.
En 2008, il est élu conseiller général du canton d'Olivet en battant le sortant UDF Yves Clément. Il devient l'un des vice-présidents du Conseil général du Loiret et rapporteur du budget.
En 2015, il est le seul candidat à être élu au 1er tour des élections départementales dans le Loiret. Il est élu président du conseil départemental le 2 avril 2015. Son élection à la tête du Département étant incompatible avec une fonction de maire, il abandonne ses mandats de maire d'Olivet et de 3e vice-président de l'AggIO.
De 2015 à 2017, il est membre du Bureau de l'Assemblée des Départements de France.
Candidat à la tête d'une liste indépendante dite d'"union de la droite et du centre", il est élu sénateur lors des élections sénatoriales de 2017 dans le Loiret, en arrivant deuxième avec 25,17% des voix, derrière la liste du sénateur socialiste Jean-Pierre Sueur (35%) et devant celle du sénateur LR Jean-Noël Cardoux (21%). Il est membre de la commission des Affaires Étrangères, de La Défense et des Forces armées.
Lors de la pandémie de covid-19, il décide de consacrer plus de temps à sa pharmacie pour répondre aux interrogations et aux inquiétudes des Loirétains tout en participant en parallèle aux travaux parlementaires.
Réélu sénateur du Loiret le 24 septembre 2023, la liste qu’il conduit «une grande énergie pour nos territoires» arrive en tête des suffrages (46,34%) ce qui permet l’élection de Pauline Martin figurant en seconde position. 
Nommé secrétaire de la commission des Affaires étrangères, de la défense et des forces armées, il est également rapporteur du budget «  Equipement des forces » (programme 146) et désigné membre de l’Assemblée Parlementaire de l'OTAN. 

## Publication
- Hugues Saury, Gilbert-Luc Devinaz, Jean-Marie Bockel et Joël Guerriau, Rapport d'information sur la Colombie : une paix encore fragile, Paris, Sénat français, 2019. Rapport d'information n° 548 fait au nom de la commission des affaires étrangères, de la défense et des forces armées, déposé le 5 juin 2019[6]
- Hugues Saury, Joël Guerriau, Ladislas Poniatowski, Olivier Cigolotti et Rachid Temal, Rapport d'information sur l’Inde, un partenaire stratégique, Paris, Sénat français, 2020. Rapport d'information n° 584 fait au nom de la commission des affaires étrangères, de la défense et des forces armées, déposé le 1er juillet 2020
- Hugues Saury et Rachid Temal,  Rapport d'information sur le contrat d'objectifs et de moyens de l'Agence française de développement, Paris, Sénat français, 2021. Rapport d’information n° 789 au nom de la commission des affaires étrangères, de la défense et des forces armées, déposé le 21 juillet 2021
- André Gattolin, Cédric Perrin, Hugues Saury, Jacques Le Nay, Joël Guerriau et Rachid Temal, Rapport d’information sur la stratégie française pour l'indopacifique : des ambitions à la réalité, Paris, Sénat français, 2023. Rapport d'information n° 285 au nom de la commission des affaires étrangères, de la défense et des forces armées, déposé le 25 janvier 2023.